# Sant Jaume de Toloriu
Sant Jaume de Toloriu és una església del Pont de Bar (Alt Urgell) protegida com a Bé Cultural d'Interès Local.

## Descripció
Edifici religiós amb una nau de planta rectangular, estava cobert amb volta de canó avui esfondrada.
De construcció rústega, les pedres no estan en filades sinó unides amb fang.
Al frontis podem observar la porta adovellada i, adossada al costat de l'evangeli, la torre de planta quadrada.